# Cyclopropaan
Cyclopropaan is een alicyclische organische verbinding met als brutoformule C3H6, bestaande uit drie koolstofatomen die samen een driering vormen. Het is daarmee het kleinst mogelijke cycloalkaan. Cyclopropaan komt voor als een kleurloos gas. Cyclopropaan en propeen hebben dezelfde brutoformule, maar verschillende structuren: het zijn dus structuurisomeren van elkaar.
Speciale gevallen van moleculen waarin cyclopropaanringen voorkomen zijn tetrahedraan, propellaan en bullvaleen. Verder komen ze soms voor in natuurproducten, zoals in sabineen, of in andere verbindingen, zoals het insecticide cyromazine (behorend tot de groep der pyrethroïden).
Sedert 1936 wordt cyclopropaan industrieel vervaardigd en is het commercieel verkrijgbaar in gasflessen.

## Synthese
Cyclopropaan werd voor het eerst gesynthetiseerd in 1881 door August Freund. Hij was ook in staat om een correcte voorstelling van de structuur van de nieuwe verbinding te maken. Freund gebruikte de Wurtz-reactie om uit 1,3-dibroompropaan en natrium in een intramoleculaire reactie de stof te bereiden.  Door gebruik van zink in plaats van natrium wordt de opbrengst van de reactie verhoogd.

### Insertie van een methyleengroep
De cyclopropaanring kan in een molecule ingebouwd worden door de reactie van een alkeen met een carbeen (formele insertie van een methyleengroep) of door de Simmons-Smith-reactie, waarbij di-joodmethaan de bron van de methyleengroep is:
Wanneer het substraat een alfa,bèta-onverzadigde carbonylverbinding is, dan kan een cyclopropaanderivaat bereid worden middels de Johnson-Corey-Chaykovski-reactie. Hierbij wordt gebruikgemaakt van zwavelyliden.

## Structuur en eigenschappen
De bindingen tussen de koolstofatomen zijn aanzienlijk zwakker dan de gemiddelde waarde die voor bindingen tussen koolstofatomen geldt. Het gevolg is een hogere, met alkenen vergelijkbare reactiviteit. Het door Adolf von Baeyer ontwikkelde concept van ringspanning biedt de verklaring voor dit fenomeen. De gelijkzijdige driehoek die door de koolstofatomen van cyclopropaan gevormd wordt bezit bindingshoeken van 60°, veel minder dan de normale tetrahedrale hoek van 109,5° die kan verwacht worden tussen de bindingen aan een sp3-gehybridiseerd koolstofatoom. In dat geval wordt gesproken van banaanbindingen: de orbitalen die betrokken zijn in de bindingen tussen de koolstofatomen kunnen geen efficiënte orbitaaloverlap bewerkstelligen. Hierdoor komt er minder energie vrij dan normaal als een binding tussen de koolstofatomen van cyclopropaan gevormd wordt. Bij een reactie waarbij de ring geopend wordt, komt deze energie wel vrij, waardoor cyclopropaan veel reactiever is dan andere cycloalkanen, zoals cyclopentaan en cyclohexaan. De molecule vertoont ook torsie-spanning ten gevolge van de geëclipseerde conformatie van de waterstofatomen, die groter is dan in bijvoorbeeld de bootvorm van cyclohexaan. Dit is opnieuw het gevolg van de kleine bindingshoeken.

## Reacties
Hoewel cyclopropaan en diens derivaten formeel gezien cycloalkanen zijn, is hun reactiviteit door de hoge ringspanning hoog.

### Elektrofiele additie
Cyclopropaan reageert met anorganische zuren zoals waterstofbromide (HBr) via een elektrofiele additie. Daarmee wordt een sterke parallel getrokken met de vergelijkbare reactie van alkenen: zelfs de regel van Markovnikov wordt door gesubstitueerde cyclopropanen gevolgd.

### Cycloadditie
Cyclopropylgroepen nemen deel aan cycloaddities zoals in een formele [5+2]-cycloadditie:
Deze asymmetrische synthese wordt gekatalyseerd door een katalysator op basis van rodium en BINAP met een enantiomere overmaat van 96%.

### Omleggingen
Cyclopropylgroepen treden ook op in een groot aantal omleggingsreacties. Een van de bekendste - en meest extreme - voorbeelden wordt aangetroffen in de bullvaleen (waarvan 1.209.600 mogelijke valentie-tautomeren bestaan):
Als intermediair treedt een cyclopropaan op in de Favorski-omlegging. Een aantal derivaten van methyleencyclopropaan leggen om naar een cyclobuteenring:
Onder een atmosfeer van koolstofmonoxide treedt platina(II)chloride op als katalysator. Het voorgestelde reactiemechanisme wordt ondersteund door experimenten waarin moleculen isotopisch gemerkt worden met deuterium. De uitgangsverbinding bevat één deuteriumatoom (D). De eerste stap in de reactie bestaat uit het coördineren van platina(II)chloride aan de dubbele binding tot het intermediair 1a. Vervolgens vindt een oxidatieve additie plaats tot 1b. Dit intermediair ion is een niet-klassiek ion. In dit stadium vindt de feitelijke omlegging plaats tot het carbokation van cyclobutaan (1c). Daarna verhuist het deuterium-atoom naar het naburige koolstofcentrum, zodat een stabieler benzylisch carbokation ontstaat. Als laatste wordt platina(II)chloride afgesplitst en ontstaat het vrije cyclobuteen. Een vergelijkbare reactie treedt op als palladium(II)bromide als katalysator in situ bereid wordt uit palladium(II)acetaat en koper(II)bromide, in tolueen als oplosmiddel.

## Toepassingen

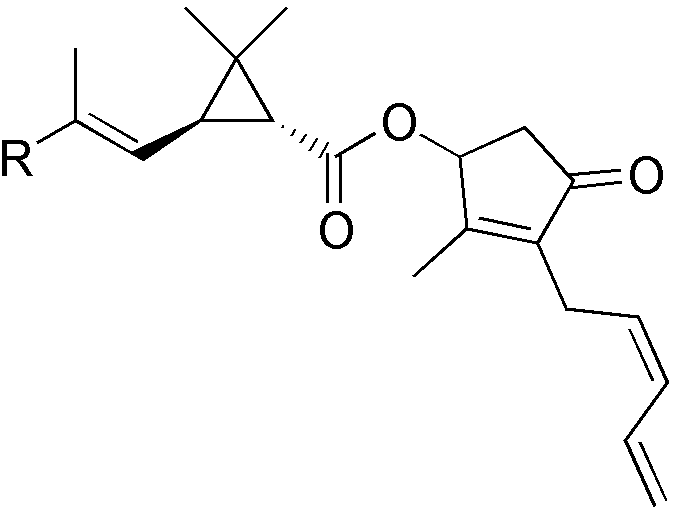
Structuurformule van het natuurlijke insecticide pyrethrine I (R = CH_{3}) en pyrethrine II (R = CO_{2}CH_{3}).

Cyclopropaan had geen commerciële waarde totdat in 1929 door Henderson en Lucas de toepassing als anestheticum ontdekt werd. Het wordt tegenwoordig niet meer gebruikt vanwege de extreme reactiviteit onder normale condities: als het gas gemengd wordt met zuurstof ontstaat er namelijk een aanzienlijke kans op explosie.
Daarnaast wordt het sporadisch gebruikt in de organische synthese.
De cyclopropaanderivaten vormen een groep verbindingen in de organische chemie waarbij een molecule een cyclopropaanring bevat.  Cyclopropanen komen zowel in natuurlijke als synthetische stoffen voor. Zo bevatten de als insecticide werkzame pyrethrines, die voorkomen in bepaalde soorten van de chrysantenfamilie de cyclopropaanring. Een groot aantal synthetische derivaten van deze verbindingen zijn inmiddels ook bekend.

## Toxicologie en veiligheid
Vanwege de spanning in de koolstof-koolstofbindingen in cyclopropaan bezit de verbinding een enorme hoeveelheid potentiële energie. In zuivere vorm breekt het molecule open om lineaire koolwaterstoffen te vormen, waaronder propeen. Deze degradatie kan explosief verlopen, zeker wanneer cyclopropaan vloeibaar is of onder druk staat, bijvoorbeeld in gascilinders. Explosies van cyclopropaan met zuurstofgas zijn nog krachtiger.
Op kamertemperatuur is vloeibaar cyclopropaan zelf-exploderend. Om hier tegen te beschermen wordt de vloeistof verscheept in cilinders gevuld met een fijne wol van wolfraam. Dit beschermt tegen hevige botsingen tussen moleculen, waardoor meer stabiliteit gegarandeerd wordt. Pijpleidingen voor cyclopropaan moeten hierom een kleine diameter hebben, of moeten gevuld zijn met een niet-reactief metaal of glaswol om explosies te voorkomen.